# Yūji Yamanaka
Yūji Yamanaka (jap. 山中 勇二, Yamanaka Yūji; * 26. Juni 1937 in der Präfektur Aomori) ist ein früherer japanischer Biathlet.
Yūji Yamanaka war während seiner aktiven Zeit wie auch ein Großteil der japanischen Biathleten nach ihm bei den Streitkräften des Landes beschäftigt und trat für diese auch international an. Sein größter internationaler Erfolg war die Teilnahme an den Olympischen Winterspielen 1964 in Innsbruck. Gemeinsam mit seinem Landsmann Yoshio Ninomine vertrat er erstmals Japan bei einem Biathlon-Wettbewerb der Olympischen Spiele und wurde mit einer mittleren Laufzeit und nur zwei Schießfehlern am Ende 19. und damit bester Asiate des Wettbewerbs.